# Saibao
Saibao war eine Automarke aus der Volksrepublik China.

## Markengeschichte
SAIC-Yizheng Automotive aus Yizheng verwendete diese Marke ab Juli 2002 für Automobile. 2005 endete die Produktion. In einer Quelle gibt es einen Hinweis auf den Markennamen Shangqi-Saibao mit abweichendem Einführungsjahr 1999.

## Fahrzeuge
Das einzige bekannte Modell war der SAC 6420 Sabre. Er basierte auf dem Opel Combo der Bauzeit 1993–2001. Der Hochdachkombi bot Platz für fünf Personen. Der Motor hatte 1600 cm³ Hubraum und 90 PS Leistung.

## Produktionszahlen
| Jahr | Produktionszahl | Quelle      |
| ---- | --------------- | ----------- |
| 2002 | 77              | [ 1 ] [ 4 ] |
| 2003 | 2245            | [ 1 ] [ 4 ] |
| 2004 | 2053            | [ 4 ]       |